# 2003년 벤쿠버 국제 영화제
제22회 벤쿠버 국제 영화제는 2003년 9월 25일에 열린 시상식이다.

## 수상 및 후보

### 캐나다영화인기상
- 기업 - 마크 아크바, 제니퍼 애봇 수상

### 용호상
- 방직성 경찰 - 디아오이난 수상

### 국제영화인기상
- Kamchatka - Marcelo Pineyro 수상